# Skotare

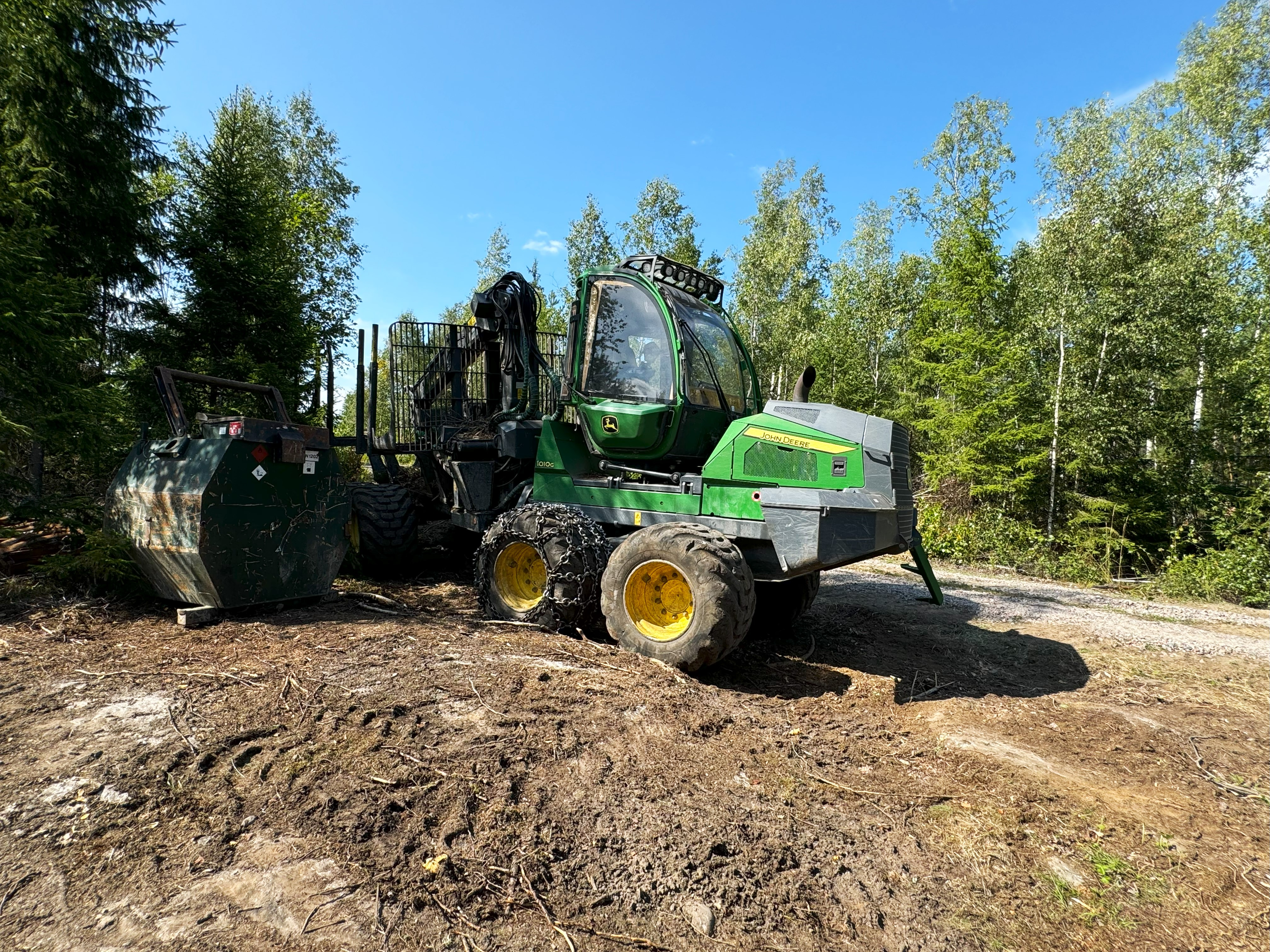
John Deere 1010g skotare vid Trönsjön i Södertälje kommun.

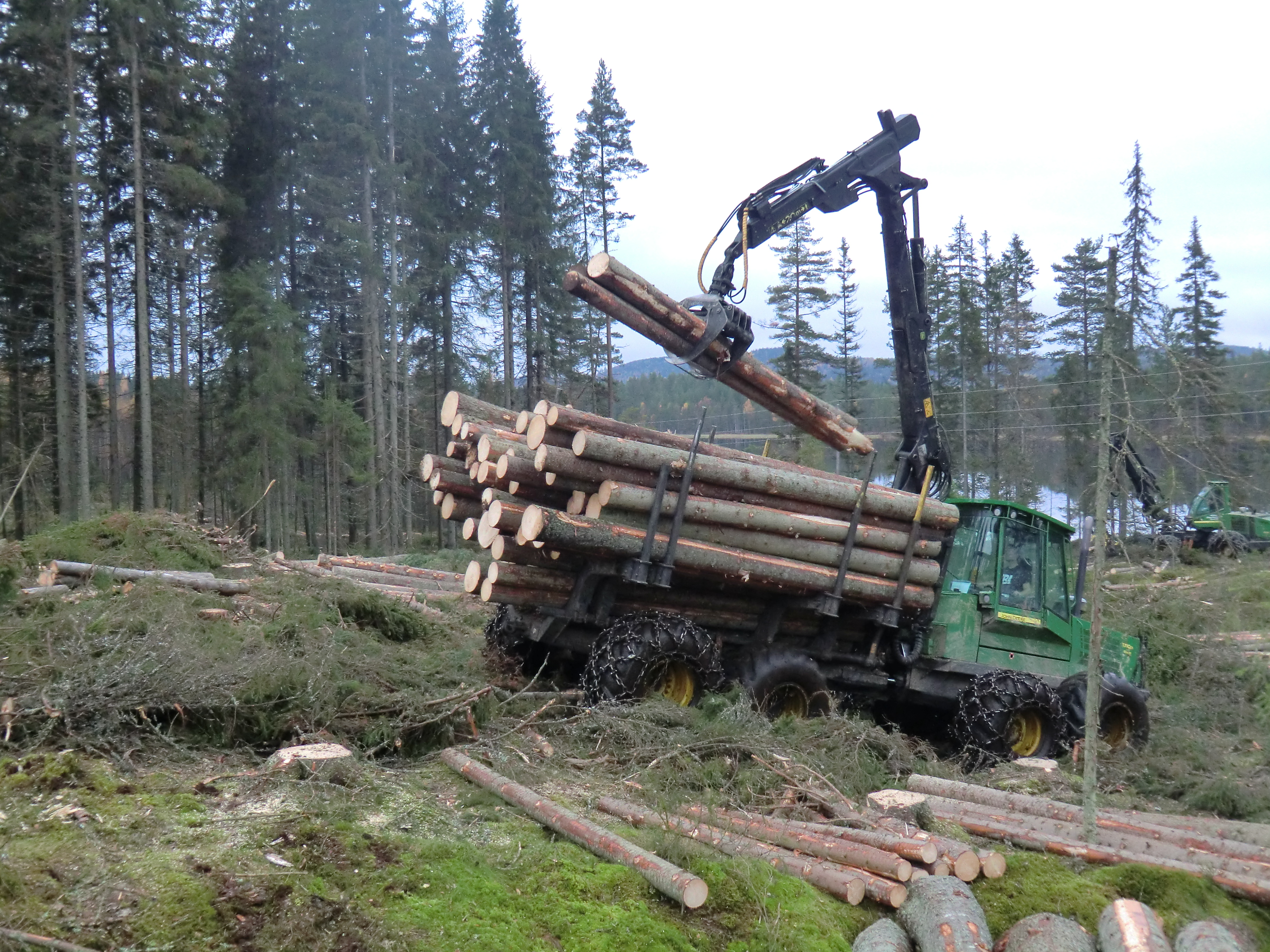
John Deere 1710 skotare i Finnsjön, Värmland.

Skotare är ett transportmedel av typ terrängfordon eller skogsmaskin som används för terrängtransport, så kallad skotning, av rundvirke, stubbar, träddelar och grot från avverkningsplatsen i väglös terräng till en upplagsplats som är åtkomligt för en timmerlastbil eller separatlastare med arbetskran för att lyfta upp lasten från markplan till lastutrymmet. Upplagsplatsen är ofta en vägren till en skogsväg där virket lastas av i olika travar (eller vältor) efter sortiment och trädslag. Skotaren är vanligtvis ramstyrd med tre alternativt fyra hjulpar. Även hel- eller halvbandgående skotare förekommer.
Skotaren är till skillnad från andra lastmaskiner specialbyggd för att klara körning med full last i svår terräng och är oftast allhjulsdriven med möjlighet till individuell låsning av ingående differentialväxlar i bak- och framaxel. Krav på ett lågt marktryck för att minimera markskadorna och ett bra markgrepp gör att skotaren är försedd med skogsanpassade däck som vanligtvis inte används för lastmaskiner som används på hårda underlag som beredda vägar.

## Historik
En av de första skotare som tillverkats var BMB 230 av ÖSA (prototyp 1956). Motorn på 30 hk kom från BM Victor, och den hade tre hjul med halvbanddrivning på var sida.
En annan skotare tillverkades 1961 av Värmlands Skogsarbetsstudier under ledning av Lars Bruun. Det var en maskin baserad på jordbrukstraktorn BM 350 Boxer med fyra stora gummihjul, servostyrd ramstyrning och även hydraulisk drivning på bakhjulen och en lastande hydraulisk Hiab-kran med en lastförmånga på 9,5 ton.  Ford blev intresserad av konceptet och 1964 börjades en serietillverkning med komponenter från Ford. Även ÖSA fortsatte utveckla skotare på grundmodellen BM 350 Boxer.

## Teknik
Chassit på moderna skotare är i regel uppbyggt med två boggiaxlar, med vardera två boggiväxellådor där drivhjulen är monterade, en på vardera sida under timmerredet och på åttahjuliga skotare, en på vardera sida under framvagnen. De båda enheterna förenas genom en svängbar midja för att möjliggöra en ramstyrningsinrättning. I regel är samtliga axlar drivna för att ge största möjliga framkomlighet. Skotare drivs med hydrostatisk eller hydrostatiskt mekanisk transmission. Den hydrauliska kranen som används för lastning och lossning har oftast teleskopisk kranmekanik vilket ger den en lång räckvidd för att på samma uppställningsplats kunna lasta timmer inom en stor radie. Drivningen av de båda boggiaxlarna sker normalt via en gemensam hydraulmotordriven s.k. fördelningsväxellåda med två drivuttag, ett uttag för drivningen av den bakre boggiaxeln och ett uttag för drivningen av den främre boggiaxeln. Drivuttaget till den främre boggiaxeln är oftast ihopbyggd med boggiaxeln medan den bakre boggiaxeln drivs via en kardanaxel från fördelningsväxellådan. Varianter finns på drivningen av boggiaxlarna där fördelningsväxellådan ersatts av individuellt hydraulmotordrivna boggiaxlar. Nackdelen med den senare drivtekniken är att momentförflyttning mellan främre och bakre boggiaxel inte är möjlig vilket är aktuellt om alla drivhjulen på en boggiaxel tappar markgreppet. Samma nackdel uppstår med direktdrivna hjul med s.k. hjul-hydraulmotorer där man eliminerat både fördelningsväxellådan, differentialväxlarna i boggiaxlarna och boggiväxellådorna. Fördelarna med den senare drivtekniken är större flexibilitet i maskinens grundläggande uppbyggnad och möjlighet till individuell styrning av utgående moment och varvtal för varje drivhjul (slirningskontroll), men är främst användbar för maskiner i lättare terräng med bra markgrepp och för maskinchassin till skördare som alltid har samma maskinvikt oberoende av driftssituation.

## Tillverkare
Bland tillverkare av skotare märks är Eco Log (tidigare Cat, Skogsjan AB), Gremo, John Deere (tidigare Timberjack), Ponsse, Rottne och Komatsu Forest (tidigare Valmet).